# A Yu Yu Hakusho szereplőinek listája
Ez a lista Togasi Josihiro Yu Yu Hakusho című mangasorozatának és az abból készült animefeldolgozásnak szereplőit mutatja be. A sorozat Uramesi Júszuke, egy tinédzser tanuló történetét mondja el, akit halálra gázol egy autó, miközben egy kisgyerek életét menti meg. Szellemmé változva a Túlvilág urának fia, Koenma számos próbatételét kell teljesítenie, hogy visszakaphassa életét. Miután ez megtörténik a „Szellemvilág nyomozójaként” számos, démonokkal és szellemekkel összefüggő ügyet kell megoldania az emberi világban. A manga előrehaladtával egyre nagyobb hangsúlyt helyez a harcművészetre és a bajnokságokra.

## Szereplők
Yusuke Urameshi
Szinkronhang: Szaszaki Nozomu (japán), Justin Cook (angol), Gerő Gábor (magyar)
Kazuma Kuwabara
Szinkronhang: Csiba Sigeru (japán), Christopher R. Sabat (angol), Gáspár András (magyar)
Kurama (Shuichi Minamino)
Szinkronhang: Shuichi - Ogata Megumi / Yoko - Nakahara Sigeru (japán), John Burgmeier (angol), Zsigmond Tamara (magyar)
Hiei
Szinkronhang: Hijama Nobujuki (japán), Chuck Huber (angol), #001-029 Moser Károly, #030-112 Pálmai Szabolcs (magyar)
Botan
Szinkronhang: Mijuki Szanae (japán), Cynthia Cranz (angol), Vadász Bea (magyar)
Genkai
Szinkronhang: Idős - Kjóda Hiszako / Fiatal - Hajasibara Megumi (japán), Linda Chambers-Young (angol), Idős - Erdélyi Mária / Fiatal - Kiss Virág (magyar)
Koenma
Szinkronhang: Tanaka Majumi (japán), Sean Michael Teague (angol), Seder Gábor (magyar)
Keiko Yukimura
Szinkronhang: Amano Juri (japán), Laura Bailey (angol), Roatis Andrea (magyar)
Yukina
Szinkronhang: Siratori Juri (japán), Jessica Dismuke (angol), Molnár Ilona (magyar)
Shizuru "Seiryu" Kuwabara
Szinkronhang: Orikasza Ai (japán), Kasey Buckley (angol), Oláh Orsolya (magyar)
Atsuko Urameshi
Szinkronhang: Soumi Jóko (japán), Meredith McCoy (angol), Incze Ildikó (magyar)

### Négy szent szörny
Genbu
Szinkronhang: Simaka Jú (japán), Chris Forbes (angol), Faragó András (magyar)
Byakko
Szinkronhang: Vatabe Takesi (japán), Andrew Chandler (angol), ? (magyar)
Seiryu
Szinkronhang: Szenda Micuo (japán), Justin Cook (angol), Bolla Róbert (magyar)
Suzaku
Szinkronhang: Tobita Nobuo (japán), Jerry Jewell (angol), Hamvas Dániel (magyar)

### Rokuyokai csapat
Rinku
Szinkronhang: Kondo Josiko (japán), Kimberly Grant (angol), Szokol Péter (magyar)
Shaku
Szinkronhang: Vakamoto Norio (japán), Kent Williams (angol), Papp Dániel (magyar)
Zeru
Szinkronhang: Madono Micuaki (japán), Jeremy Loris (angol), Tóth Roland (magyar)

### Dr. Ichigaki csapat
Dr. Ichigaki
Szinkronhang: Szaikacsi Rjúdzsi (japán), James Fields (angol), Pálfai Péter (magyar)

### Masho csapat
Jin
Szinkronhang: Jamagucsi Kappei (japán), Jerry Jewell (angol), Molnár Levente (magyar)
Toya
Szinkronhang: Macumoto Jaszunori (japán), Daniel Katzuk (angol), Markovics Tamás (magyar)
Gama
Szinkronhang: Szogabe Kazujuki (japán), Christopher R. Sabat (angol), Kisfalusi Lehel (magyar)

### Uraotogi csapat
Kuromomotaro
Szinkronhang: Aomori Sin (japán), Justin Cook (angol), Rosta Sándor (magyar)
Shishiwakamaru
Szinkronhang: Morikava Tosijuki (japán), Christopher Bevins (angol), Seszták Szabolcs, Varga Rókus (magyar)
Suzuki
Szinkronhang: Szogabe Kazujuki (japán), Jeremy Inman (angol), Halasi Dániel (magyar)

### Toguro csapat
Ifjabb Toguro
Szinkronhang: Genda Tessó (japán), Dameon Clarke (angol), Holl Nándor (magyar)
Idősebb Toguro
Szinkronhang: Szuzuki Kacumi (japán), Bill Townsley (angol), Karácsonyi Zoltán (magyar)
Bui
Szinkronhang: Kaneo Tecuo (japán), Vic Mignogna (angol), Juhász Zoltán (magyar)
Karasu
Szinkronhang: Horikava Rjo (japán), Kyle Hebert (angol), Kossuth Gábor (magyar)
Sakyo N.
Szinkronhang: Furuta Nobujuki (japán), Eric Vale (angol), Czvetkó Sándor (magyar)

### Sensui Seven
Shinobu Sensui
Szinkronhang: Naja Rokuró (japán), Robert McCollum (angol), Kossuth Gábor (magyar)
Itsuki
Szinkronhang: Cudzsitani Kódzsi (japán), Jerome Fifty-Seven (angol), Láng Balázs (magyar)
Aqua/Mitarai Kiyoshi
Szinkronhang: Macumoto Rika (japán), ? (angol), Stern Dániel (magyar)

### Alvilág
Yomi
Szinkronhang: Ebara Maszasi (japán), Rick Robertson (angol), Juhász György (magyar)
Mukuro
Szinkronhang: Takajama Minami (japán), Wendy Powell (angol), Törtei Tünde (magyar)
Raizen
Szinkronhang: Szugó Takajuki (japán), Christopher R. Sabat (angol), Barbinek Péter (magyar) [92.-93. epizód], Rudas István (magyar) [96. epizód], Uri István (magyar) [98.,103., 110.-111. epizód]
Hokushin
Szinkronhang: Horiucsi Kenjú (japán), ? (angol), Maday Gábor (magyar)

### A szellemfiú (Yu Yu Hakusho) szinkronhangjai
| Szereplő neve | Magyar hang     |
| ------------- | --------------- |
| Akashi        | Breyer Zoltán   |
| Butajiri      | Balázsi Gyula   |
| Kazemaru      | Juhász Zoltán   |
| Kido Asato    | Tóth Roland     |
| Kireniya      | Koncz István    |
| Kiwano        | Wohlmuth István |
| Koto          | Csondor Kata    |
| Koko          | Mics Ildikó     |
| narrátor      | Lukácsi József  |
| Ryou          | Wohlmuth István |
| Shogo Sato    | Fekete Zoltán   |
| Shura         | Jelinek Márk    |
| szumoharcos   | Koncz István    |
| Yanagisawa    | Breyer Zoltán   |
| Yuda          | Pálfai Péter    |

## Magyar változat
- Magyar szöveg: Krajcsy Judit
- Hangmérnök: Schriffert László
- Gyártásvezető: Nagy Zoltán
- Szinkronrendező: Marton Bernadett

A szinkront az RTL Klub megbízásából a Hang-Kép Szinkroncsoport készítette.